# Octeabriscoe, Sîngerei
Octeabriscoe este un sat din comuna Țambula din raionul Sîngerei, Republica Moldova.

## Demografie

### Structura etnică
Structura etnică a satului conform recensământului populației din 2004:
| Grup etnic         | Populație | % Procentaj |
| ------------------ | --------- | ----------- |
| Ucraineni          | 409       | 51,9%       |
| Moldoveni / Români | 251       | 31,85%      |
| Ruși               | 118       | 14,97%      |
| Găgăuzi            | 9         | 1,14%       |
| Alții              | 1         | 0,13%       |
| Total              | 788       | 100%        |